# Bacutil
Towarzystwo Przemysłowo–Handlowe „Bacutil” – utworzona w 1938 roku sieć zakładów przerabiających odpady pochodzenia zwierzęcego i produkujących dodatki do pasz dla zwierząt. Od daty założenia Towarzystwa uznaje się powstanie przemysłu paszowego w Polsce. Po uruchomieniu w 1948 pierwszych wytwórni pasz w Kutnie, Wrocławiu i Gdańsku, wchodzących w skład CRS Samopomoc Chłopska, w 1958 połączono przemysł paszowy z przetwórstwem odpadków zwierzęcych, tworząc Zjednoczenie Przemysłu Paszowego „Bacutil”. Do 1982 Bacutil wybudował szereg zakładów branżowych, m.in.: w Świeciu (1961) i Szamotułach (1962) oraz kilkanaście wytwórni tzw. „50” i „20” (roczna produkcja w tys. ton). W 1982 nastąpiła kolejna reorganizacja po której Zjednoczenie przybrało nazwę Zrzeszenia Przemysłu Paszowego i Utylizacyjnego „Bacutil” z 144 wytwórniami pasz i 66 zakładami utylizacyjnymi.
Utylizacja odpadów zwierzęcych (padłe zwierzęta i poubojowe resztki zwierzęce) w Bacutilach polega na przerabianiu ich na paszę dla zwierząt, żelatynę spożywczą i mydła kosmetyczne. Z powodu wpływu na środowisko (unoszący się na wiele kilometrów odór padłych zwierząt toczonych przez larwy much) Bacutile zajmujące się utylizacją odpadów zwierzęcych znajdują się zwykle z dala od siedzib ludzkich, w przeciwnym razie umiejscowienie zakładu produkcyjnego w pobliżu ludzkich siedzib powoduje niejednokrotnie konflikty społeczne.